# Cap Canaille (pel·lícula)
Cap Canaille és una pel·lícula franco-belga dirigida per Juliet Berto i Jean-Henri Roger, estrenada el 1983.

## Sinopsi
Arran de l'incendi d'un turó el propietari del qual és la filla d'un home que fou empresonat per narcotràfic abans de ser assassinat recentment, dos periodistes decideixen investigar el cas.

## Anàlisi i comentari
Juliet Berto explica sobre la seva pel·lícula: 
| « | "Vam creuar Marsella com a les tires còmiques, és com un quadre, una pintura. És una pel·lícula impressionista, amb zones d'ombra i zones de llum. La pel·lícula es pot llegir a diversos nivells; hem treballat molt. sobre el ritme, sobre els impulsos, que no és una forma clàssica de treball al cinema, tenim una mica d'una forma de construcció musical.', era un blues sobre una balada de blues. Allà, diguem que tenim una simfonia, és just? és bo? Això és una altra cosa, no ens toca jutjar." | » |

## Repartiment
- Juliet Berto : Paula Baretto
- Richard Bohringer : Robert Vergès
- Jean-Claude Brialy : Me Samuel Kebadjan
- Bernadette Lafont : Mireille Kebadjan
- Patrick Chesnais : Wim
- Gérard Darmon : Nino Baretto
- Richard Anconina : Mayolles
- Nini Crépon : Dugrand
- Raúl Gimenez : Ernest la gâchette
- Andrex : Pascal Andreucci
- Jean Maurel : Ange Andreucci
- Toni Cecchinato : Hugo Zipo
- Richard Martin : Jo l'architecte
- Isabelle Ho : Miss Li
- Pierre Maguelon : Varenne
- Alexandre Fabre : Un homme de main

## Honors
- Seleccionada a la Competició Oficial al 33è Festival Internacional de Cinema de Berlín de 1983.[2]